# Trisopterus minutus
La faneca menor, capellán o mollera (la especie Trisopterus minutus) es un pez de la familia de los gádidos, común en la costa europea del océano Atlántico, costa de Marruecos y en el Mediterráneo.

## Anatomía
El color del dorso es amarillo-castaño, cambiando hasta pálido en el vientre, con una mancha oscura en la base de la aleta pectoral; la longitud máxima descrita para esta especie es de 40 cm, aunque su longitud máxima común es de unos 20 cm. No presenta espinas ni en la aleta dorsal ni en la aleta anal, y posee unas barbas en el mentón bien desarrolladas

## Hábitat y biología
Es una especia bentopelágica marina, no migradora, que habita aguas superficiales en un rango de profundidad entre 1 y 440 m, aunque normalmente entre 15 y 200 m, en aguas templadas entre los 66° y 28° de latitud Norte, y entre 13º de longitud oeste y los 36º este, mientras que en el Mediteráneo se le suele encontrar en torno a los 120 m de profundidad posado sobre la arena del fondo.
Se alimenta de crustáceos, pequeños peces y de poliquetos.

## Pesca

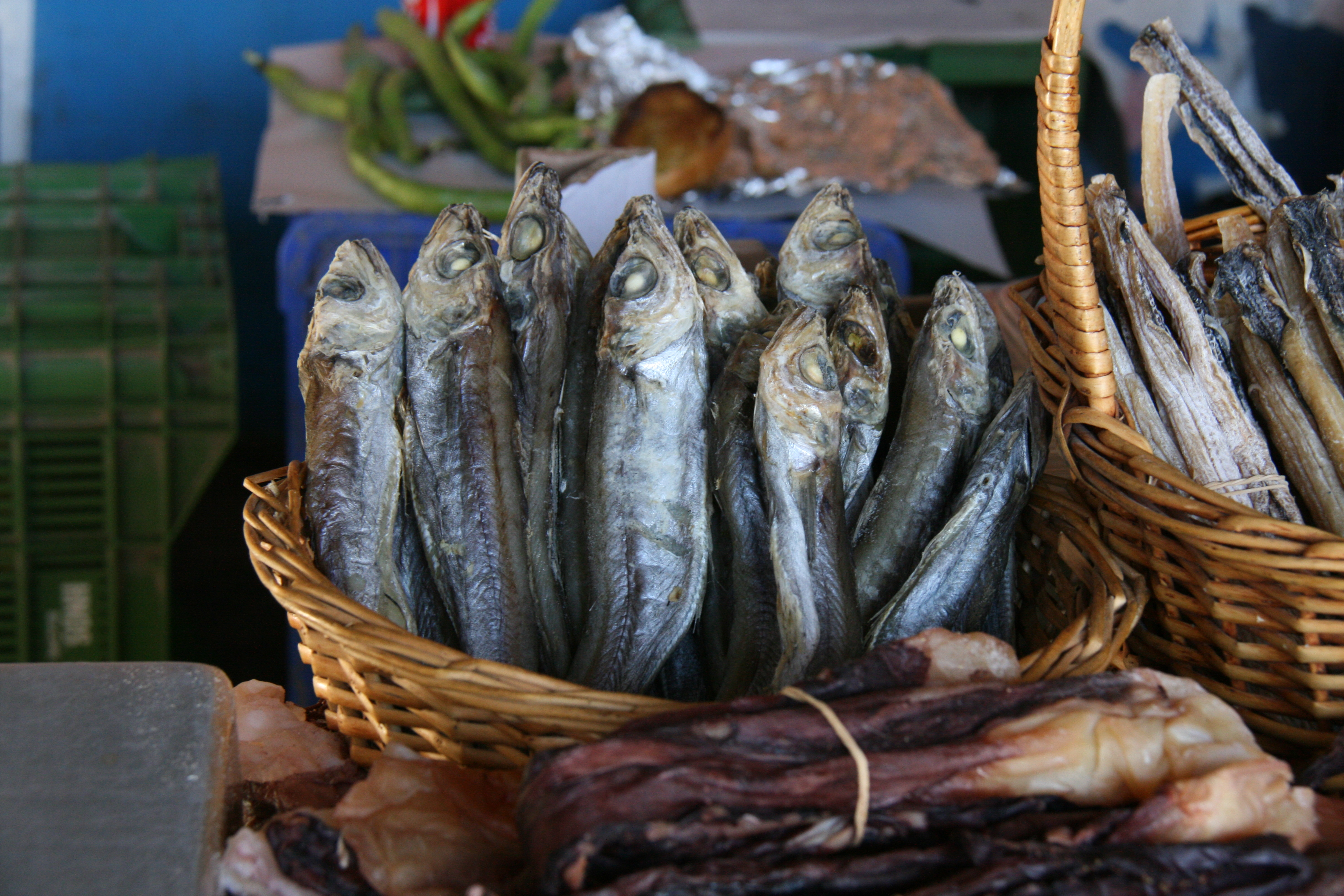
En el mercado.

Se ha pescado tradicionalmente en el Atlántico para la fabricación de harina de pescado como pienso en ganadería, mientras que en el Mediterráneo se pesca para alimentación humana, alcanzando precios intermedios en el mercado.

## Usos
En la zona de levante español suele ponerse en salazón. Su carne forma parte de diversas salsas.